# Rondolândia
Rondolândia là một đô thị thuộc bang Mato Grosso, Brasil. Đô thị này có diện tích 12701 km², dân số năm 2007 là 3399 người, mật độ 0,27 người/km².